# Biblijska kritika
Biblijska kritika ili biblijski kriticizam je naučno pručavanje tekstova Biblije. Biblijska kritika datira dela, ustanovljuje njihovo autorstvo, istražuje okolnosti njihovog porekla i književne osobenosti.
Biblijska kritika se oslanja na širok spektar naučnih disciplina, uključujući arheologiju, antropologiju, folklor, lingvistiku, izučavanje usmenog predanja, i istorijske i religijske studije. Biblijska kritika, definisana kao tretman biblijskih spisa kao prirodnih, a ne natprirodnih artefakata, izrasla je iz racionalizma 17. i 18. veka. U 19. veku bila je podeljena na visoku kritiku, koja izučava kompoziciju i istoriju biblijskih tekstova, i nižu kritiku, koja ispituje tekst radi utvrđivanja originalnosti ili "ispravnog" čitanja.
Biblijska kritika takođe igra važnu ulogu u potrazi za istorijskim Isusom. Kritički proučavaoci uglavnom smatraju istorijski autentičnim krštenje Isusa, njegovu propoved i raspeće, dok različite navode o rođenju, kao i određene detalje o raspeću i usrksnuću, generalno smatraju neautentičnim. Većina naučnika se slaže da je Isus bio Jevrejin, smatran učiteljem i isceliteljem, kršten od Jovana Krstitelja, i razapet u Jerusalimu po naređenju rimskog prefekta Judeje Pontija Pilata, na osnovu optužbi za pobunu protiv Carstva.

## Literatura
- Maier, Paul L. (1991). In the Fullness of Time. Kregel. стр. 1, 99, 121, 171. Недостаје или је празан параметар |title= (помоћ)
- Meier, John P. (1993). 1:68, 146, 199, 278, 386, 2:726. Sanders. стр. 12—13. Недостаје или је празан параметар |title= (помоћ)
- Paula Fredriksen (1999). Jesus of Nazareth, King of the Jews. Alfred A. Knopf. стр. 6—7, 105—110, 232—234, 266. Недостаје или је празан параметар |title= (помоћ)
- Grant, Michael. стр. 34—35, 78, 166, 200. Недостаје или је празан параметар |title= (помоћ)
- Crossan. The Historical Jesus. стр. xi—xiii. Недостаје или је празан параметар |title= (помоћ)
- Cohen (1987). стр. 78, 93, 105, 108. Недостаје или је празан параметар |title= (помоћ)
- Carson, D. A.;  . стр. 50—56. Недостаје или је празан параметар |title= (помоћ)
- Brown, Raymond E. (1994). The Death of the Messiah: from Gethsemane to the Grave: A Commentary on the Passion Narratives in the Four Gospels. New York: Doubleday, Anchor Bible Reference Library. стр. 964. ISBN 978-0-385-19397-9.

## Spoljašnje veze
- David J. A. Clines, "Possibilities and Priorities of Biblical Interpretation in an International Perspective", in On the Way to the Postmodern: Old Testament Essays 1967–1998, Volume 1 (JSOTSup, 292; Sheffield: Sheffield Academic Press, 1998), pp. 46–68 See Section 6, Future Trends in Biblical Interpretation, overview of some current trends in biblical criticism.
- Philip Davies, review of John J. Collins, "The Bible after Babel: Historical Criticism in a Postmodern Age", 2005 Архивирано на веб-сајту  (12. јун 2011) Reviews a survey of postmodernist biblical criticism.
- Allen P. Ross (Beeson Divinity School, Samford University), "The Study of Textual Criticism" Guide to the methodology of textual criticism.
- Yair Hoffman, review of Marvin A. Sweeney and Ehud Ben Zvi (eds.), The Changing Face of Form-Criticism for the Twenty-First Century, 2003 Архивирано [Date missing] на сајту  Discusses contemporary form criticism.
- = 25. 10. 2009.+06:08:49 Exploring Ancient Near Eastern Civilizations on the Internet Introduction to biblical criticism